# Bas (linjär algebra)

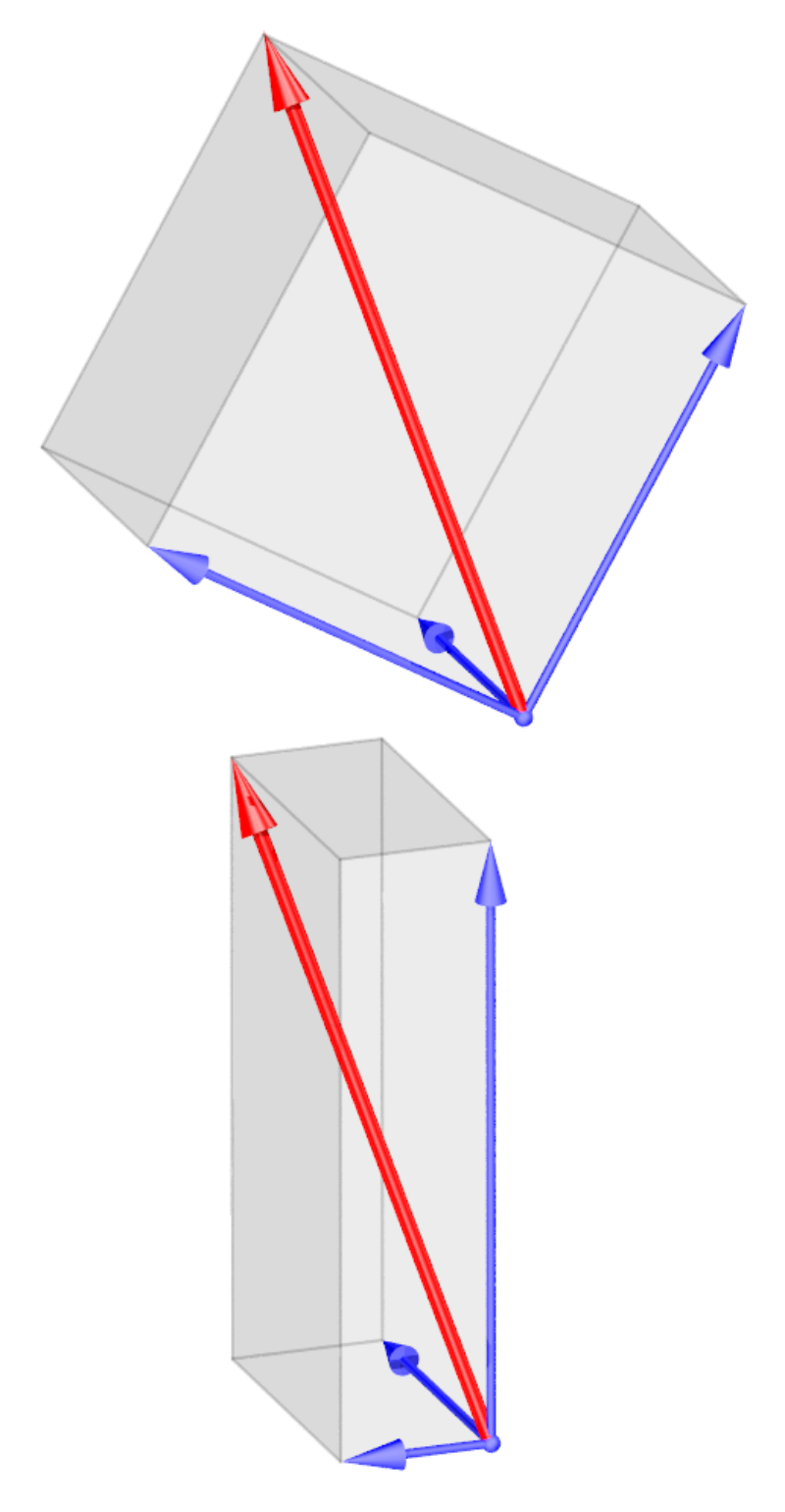
En vektor representerad i två olika baser

En mängd {\displaystyle \{v_{i}\}_{i=0}^{n-1}} sägs vara en bas för ett linjärt rum (eller vektorrum) V om den är linjärt oberoende och spänner upp V, det vill säga varje element i V är en linjärkombination av element ur basen. Det går att byta mellan baser genom basbyten.
En basvektor v i ett vektorrum V med dimensionen d, är en vektor i den mängd av d stycken vektorer som bildar en bas för rummet. Basvektorerna är linjärt oberoende.
Baser av stor betydelse är de som är ortogonala eller ortonormerade.

## Att visa att vektorer utgör en bas
Exemplen utgår från vektorerna (1,1) och (-1,2) som skall visas vara en bas för R2 samt att de är linjärt oberoende och spänner upp hela R2.

### Med hjälp av dimensionssatsen
Då vektorerna är nollskilda och ej multipler av varandra, är de linjärt oberoende och därmed också en bas för R2 eftersom båda har dimensionen 2.
Detta är en konsekvens av dimensionssatsen.

### Med determinant
Bilda en matris med vektorerna som kolumner och beräkna matrisens determinant:
{\displaystyle \det {\begin{bmatrix}1&-1\\1&2\end{bmatrix}}=3}
Då determinanten är nollskild bildar kolumnvektorerna en bas för R2.

### Utifrån basens definition
1. Visa att vektorerna är linjärt oberoende
Vektorerna är linjärt beroende om det finns nollskilda skalärer a och b, som uppfyller ekvationen
{\displaystyle a(1,1)+b(-1,2)=(0,0)}. 

Visa alltså att {\displaystyle a(1,1)+b(-1,2)=(0,0)} medför att {\displaystyle a=0,b=0}.

{\displaystyle (a-b,a+2b)=(0,0)\,}   ger   {\displaystyle a-b=0\;}   och   {\displaystyle a+2b=0}
Subtraheras den första ekvationen från den andra erhålls
{\displaystyle 3b=0\quad \iff \quad b=0}
och sedan från den första ekvationen att
{\displaystyle a=0}
Alltså är vektorerna är linjärt oberoende.
2. Hela R2 spänns upp
Vi låter (a, b) beteckna en godtycklig vektor i R2 och visar att det finns skalärer x och y sådana att
{\displaystyle x(1,1)+y(-1,2)=(a,b)}
Vi måste alltså lösa ekvationssystemet:

{\displaystyle x-y=a\,}
{\displaystyle x+2y=b}
Dras den första ekvationen från den andra fås

{\displaystyle 3y=b-a,\,}           och sedan

{\displaystyle y=(b-a)/3,\,}         och slutligen

{\displaystyle x=y+a=((b-a)/3)+a.\,}

## Hamelbas
En Hamelbas används i samband med oändligdimensionella vektorrum och då framförallt för att särskilja olika basbegrepp för oändligtdimensionella vektorrum, däribland ortonormerade baser och Schauderbaser. Dessa basbegrepp tillåter oändligt många vektorer i linjärkombinationer, vilket inte Hamelbaser gör.
Låt {\displaystyle X} vara ett vektorrum och {\displaystyle A\subseteq X} en linjärt oberoende delmängd. Denna delmängd säges vara en Hamelbas för {\displaystyle X} om dess linjära spann utgör mängden {\displaystyle X}, det vill säga om
{\displaystyle \operatorname {span} (A)=X.}
Med hjälp av Zorns lemma kan man visa att varje vektorrum {\displaystyle X\neq \{0\}} har en Hamelbas.